# Rafael del Riego
Generał Rafael del Riego y Flórez (ur. 9 kwietnia 1784 albo 24 listopada 1785 albo 24 października 1785 w Santa María de Tuñas w Asturii, zm. 7 listopada 1823 w Madrycie) – hiszpański wojskowy i polityk liberalny. 
Po studiach na Uniwersytecie w Oviedo w 1807 przeniósł się do Madrytu, gdzie wstąpił do armii. W 1808 podczas Hiszpańskiej Wojny o Niepodległość (wojny napoleońskie w Hiszpanii) został wzięty do niewoli przez Francuzów i osadzony w Escorialu, skąd jednak zbiegł i udał się w rodzinne strony.
10 listopada wziął udział w bitwie pod Espinosa de los Monteros, w której ponownie dostał się do niewoli. W trzy dni później został wysłany do Francji, a następnie zwolniony. Podróżował po Anglii i krajach niemieckich, a w 1814 powrócił do Hiszpanii i ponownie wstąpił do wojska w stopniu podpułkownika. 
Podczas absolutystycznego sześciolecia wstąpił w szeregi masonów i liberałów konspirujących przeciwko królowi Ferdynadowi VII. W 1819 w Andaluzji król sformował dywizję w sile 10 batalionów do walki z ruchami wyzwoleńczymi w Ameryce Łacińskiej. Riego objął komendę nad batalionem asturyjskim. Po dotarciu do portu w Kadyksie wraz z innymi dowódcami wszczął jednak 1 stycznia 1820 bunt i zażądał powrotu do konstytucji z 1812 roku. Oddział Riego rozpoczął marsz przez miasta Andaluzji z nadzieją wzniecenia antykrólewskiego powstania, jednak akcja spotkała się z obojętnością lokalnej ludności. Podobne powstanie jednak udało się wzniecić w Galicji i wkrótce objęło ono cały kraj. 7 marca 1820 pałac królewski w Madrycie został otoczony przez wojska gen. Ballesterosa, a 10 marca król zgodził się na przywrócenie konstytucji. 
Nowo utworzony rząd "progresistów" mianował Riego marszałkiem polnym, a następnie mianował go kapitanem generalnym Galicji. 8 stycznia 1821 objął dowództwo nad Aragonią i osiedlił się w Saragossie. 18 czerwca tego samego roku wziął ślub ze swą kuzynką Maríą Teresą del Riego y Bustillos. 4 września 1821 w wyniku nieudanego zamachu republikańskiego został niesłusznie oskarżony o republikanizm i uwięziony. Jednak jego popularność rosła, a jego aresztowanie spotkało się z demonstracjami w Madrycie domagającymi się jego uniewinnienia. W marcu 1822 został wybrany deputowanym do Kortezów ze swego rodzinnego okręgu, a następnie wypuszczony z więzienia. 
Francja zdecydowała się na interwencję w Hiszpanii, 7 kwietnia 1823 wojska francuskie przekroczyły granicę. Riego objął dowództwo nad 3. Armią i rozpoczął opór przeciwko najeźdźcom oraz lokalnym oddziałom lojalistycznym. Jednak 15 września w wyniku zdrady został we wsi Arquillos (Jaén) wzięty do niewoli i przewieziony do Madrytu, gdzie postawiono go przed sądem. 
Pomimo ogłoszonej wcześniej całkowitej amnestii sąd królewski uznał, że Riego jako jeden z deputowanych głosujących za tymczasowym odsunięciem od władzy Ferdynanda VII dopuścił się zdrady i obrazy majestatu. 7 listopada 1823 Rafael del Riego został powieszony na placu la Cebada w Madrycie. 
Pieśń poświęcona Riego została w 1931 roku zatwierdzona jako hymn państwowy Hiszpanii (do 1939). Obecnie jego portret wisi w gmachu Kortezów.